# Matteo van Ajello

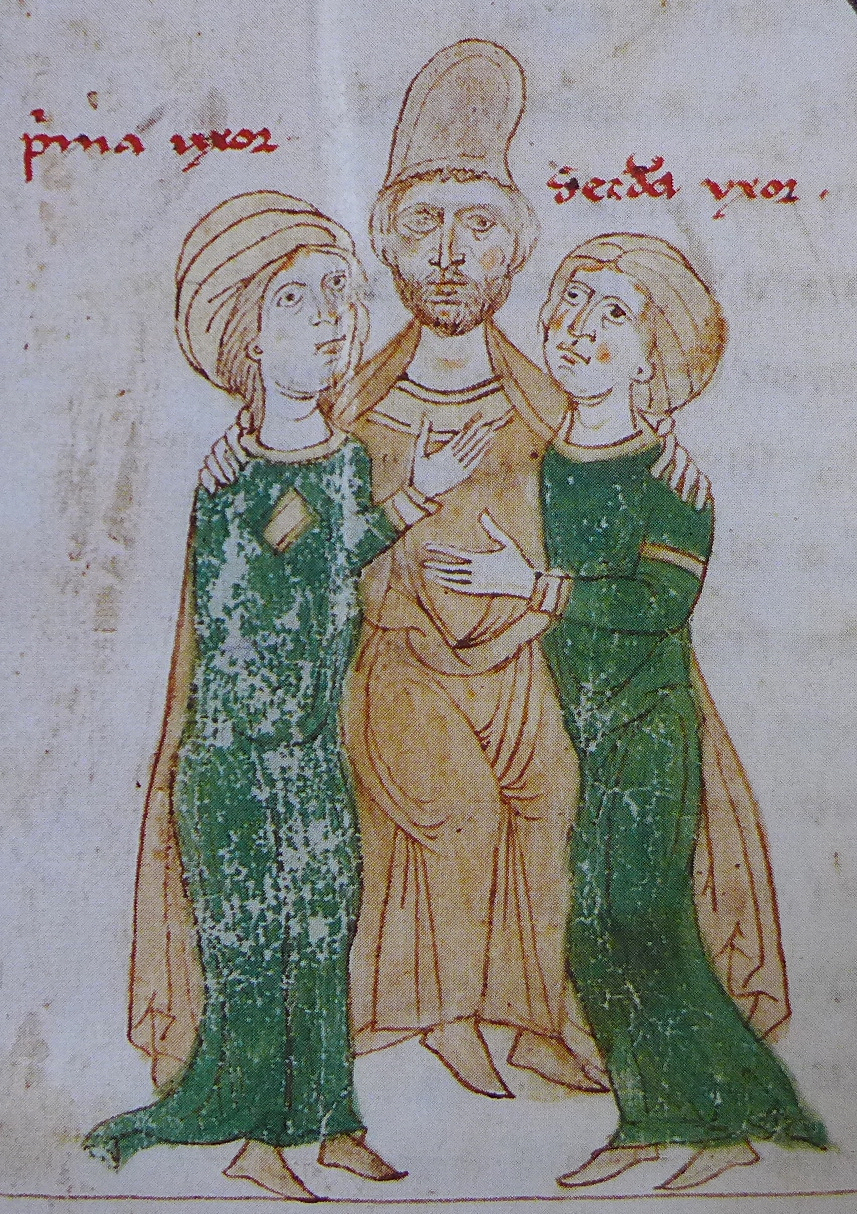
Matteo boven afgebeeld met twee vrouwen

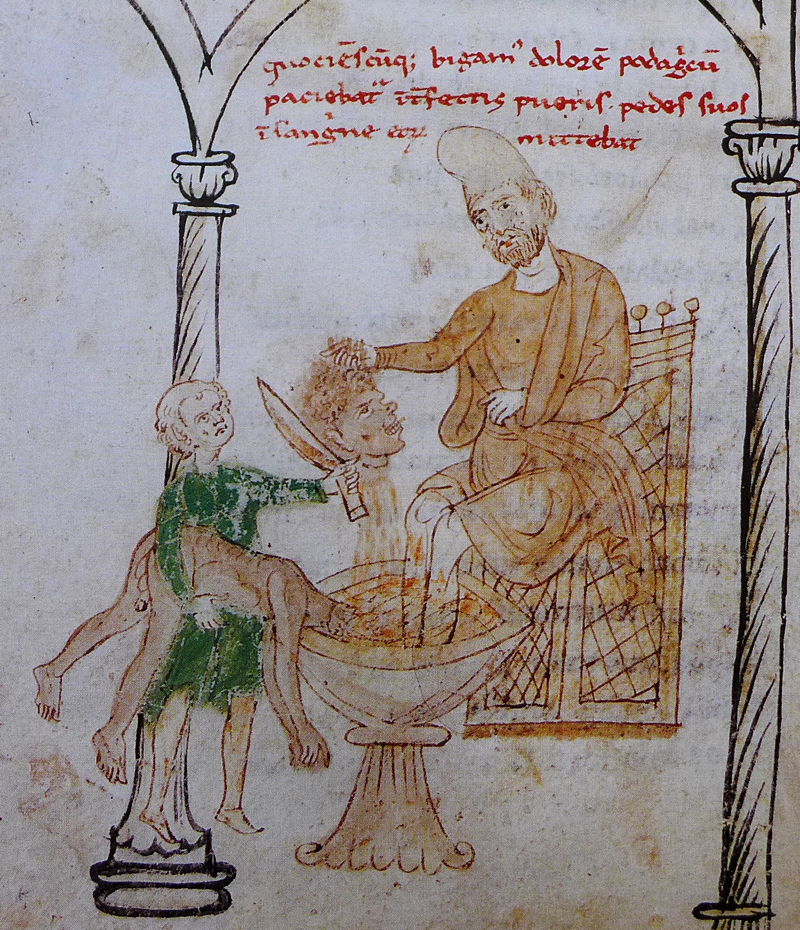
Matteo zijn voeten badend in het bloed van kinderen

Matteo van Ajello (Salerno, - Palermo, 21 juli 1193) was een hooggeplaatst lid van de Normandische staatskanselarij in het koninkrijk Sicilië in de twaalfde eeuw. Hij was een broer van Johannes van Ajello de bisschop van Catania.
Hij wordt voor het eerst vermeld in 1156 als klerk van Maio van Bari, in het Verdrag van Benevento, waarin Paus Adrianus IV de heerschappij van Willem I van Sicilië over zuidelijk Italië erkent. In de regeerperiode van koning Willem I klom hij op tot magister notarius of hoofdklerk. Hij stond in deze periode aan het hoofd van een grote fractie edellieden en hovelingen die tegen kanselier Etienne du Perche en zijn medewerker Peter van Blois ageerden. Du Perche, de vertrouweling van koningin-regentes Margaretha van Navarra ontvluchtte Sicilië in 1168. Dit betekende voor Matteo een bevordering tot vicekanselier van Sicilië (1169).
Aartsbisschop Walter van Palermo voerde meer en meer een pro-Duitse koers; de invloed van het Huis Hohenstaufen nam toe. Matteo was tegen het huwelijk gekant van Constance, de dochter van koning Roger II met Hendrik VI, later keizer van het Heilige Roomse Rijk. Matteo was nog vice-kanselier toen hij Tancred steunde de troon te bestijgen. Tancred bevorderde hem als dank tot kanselier (1191).
Hij leed aan jicht. Hij was van mening dat hij daarvan kon genezen door zijn voeten te baden in het bloed van kinderen. Zijn tegenstanders aan het hof, de ghibellijnen of keizersgezinden, beschuldigden hem van bigamie toen hij nog in Bari leefde. Matteo heeft dit steeds ontkend door te stellen dat hij wel degelijk weduwnaar was van zijn eerste vrouw alvorens te huwen met zijn tweede vrouw.
Aangezien zijn zoon Riccardo de eerste graaf van Ajello werd, werd Matteo's naam later Matteo van Ajello. Deze naam gebruikte hij zelf nooit. Voor zijn tijdgenoten was hij Matteo van Salerno. Een andere zoon van hem, Nicolaas van Salerno, werd aartsbisschop van Salerno, in opvolging van Romualdus, een machtige prelaat in het koninkrijk Sicilië.